# Гейдельбергская бочка
Гейдельбе́ргская бо́чка (нем. Heidelberger Faß) — самая большая в мире бочка для вина, которая находится в подвалах Гейдельбергского замка. 
Изготовлена в 1751 году из высококачественного дуба (точнее, из 130 дубовых стволов) Михаэлем Вернером, придя на смену аналогичным гигантским бочкам, которые были сделаны гейдельбергцами в 1591, 1664 и 1728 годах. Описание первой из этих бочек оставил в 1595 году Антон Преториус.
Ёмкость бочки указывается разными авторами в диапазоне от 212 до 221 тыс. литров (что отчасти связано с постепенным усыханием дерева). Реально для хранения вина практически не использовалась. На бочке показывают туристам следы от топориков французских солдат конца XVIII века, которые надеялись найти внутри вино.
В 1934 году в Бад-Дюркхайме была сделана ещё бо́льшая бочка диаметром 13,5 метров, способная вместить 1700 м³ вина. Впрочем, назвать её настоящей винной бочкой ещё более сложно, так как внутри этого сооружения с момента его создания находится ресторан.
Гейдельбергская бочка упоминается в одном из стихотворений Гейне, в одной из песен шумановского цикла «Любовь поэта», а также в классических романах «Отверженные», «Моби Дик», «Приключения барона Мюнхгаузена», «Пять недель на воздушном шаре».